# Instituut Houtappel
Instituut Houtappel is een kunstenaarscollectief, bestaande uit het Nederlandse kunstenaarsduo Geert Voskamp (17 december 1934, Hengelo) en Lambertus Hendrikus Lambregts (28 augustus 1951, Winschoten), die tevens lid waren van het Nederlandse uitgeverscollectief De Enschedese School. In 1974 werd Instituut Houtappel ook formeel opgericht als instituut. Vanuit Instituut Houtappel,  respectievelijk gevestigd in Enschede en Dieren, realiseerden Voskamp en Lambregts conceptueel werk, waaronder: publicaties, grafiekwerk, transdisciplinaire performances, theatervoorstellingen, films, prijsuitreikingen en grondaankopen.
Sinds 2017 werkt Instituut Houtappel samen met kunstenares en filosofe Tine Melzer.

## Logo van het instituut
In 1976 liet Instituut Houtappel een eerste logo ontwerpen door de Belgische kunstenaar Johan Van Geluwe (Waregem, 1929).
Vanaf 1980, na de verhuis van het instituut naar Dieren, gebruikten ze een nieuw, ruitvormig logo, ontworpen door Rose-Marie Gerritsen.

## Projecten

### Lambregts-Voskamp Bokaal (LVB)

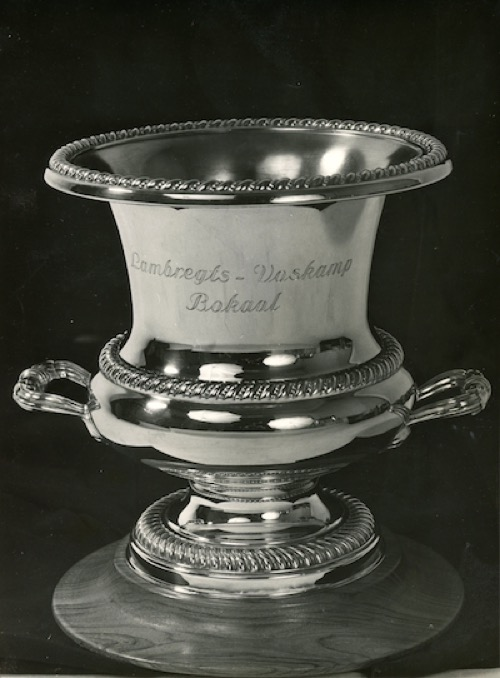
Lambregts-Voskamp Bokaal

Vanaf 1970 reikt Instituut Houtappel een verzilverde wisseltrofee uit, de Lambregts-Voskamp Bokaal (LVB). De motivatie voor toekenning is variabel, daar het instituut deze verantwoordelijkheid steeds overlaat aan de winnaar zelf.

#### Winnaars
- 1970: theatergezelschap ‘VICTIM’, bestaande uit tonelisten Petra Kersten, Marlise Pauw, Carel Janssen, Wim van Stek, Jasper Holthuis
- 1971: Léon van Tongeren en Cees Hoogstede: “vanwege hun speelse doch professionele aanpak bij hun bezigheid met heteluchtballonnen en opblaaselementen”
- 1972: Duitse letterkundige Dr. Hermann Schultze.
- 1973: Nadat genomineerden Prins Claus Van Amsberg en de Nederlandse politica Marga Klompé weigerden de LVB in ontvangst te nemen, werd de bokaal uitgereikt aan theaterpionier en kunstenaar Ritsaert ten Cate
- 1977: windsurfer Dick van der Starre, de eerste Nederlandse Kampioen Hot Dog Surfen, na winst bij Brouwersdam Race op 4 september 1977
- 1979: het kalf Tonia 2
- 1981: stripfiguur Olivier B. Bommel (genomineerd)
- 1989: Het Land van Wonck, eindproject van vijf studenten van de Technische Universiteit Delft

### Grondaankopen
In 1974 trachtte Instituut Houtappel verschillende percelen grond van 10 m2 te verwerven in Nederland als middel tot maatschappijstudie. Het instituut verwierf slechts twee stukken grond, één perceel op de Koningin Julianastraat te Smilde en één aan de Latensteinse Rondweg in Tiel. Andere gemeenten boden aan een perceel te huren of wezen het voorstel af. De grondaankopen, waarvoor het instituut gebruikmaakte van een subsidie van het Ministerie van Cultuur, Recreatie en Maatschappelijk Werk (CRM), leidden tot ophef in de Kamer en de Nederlandse pers.

### Theaterprojecten
- 1969: Op weg naar het begin (toneelmarathon)
- 1969: De Shamporaller
- 1977: Wieger’s Kamer
- 1971: Maar houd er wel even rekening mee!
- 1972: The never come back Box
- 1973: Falkbeer’s Tegengambiet
- 1973: Wieger’s Kamer 2, of ‘Hoe bedoeld U?’
- 1978-1979: Het gesprek[3][4][5]
- 1981: Haft und Urteil I (in ‘t Hoogt in Utrecht)[6]
- 1982: Le Condizione dell’Impotenza[7]
- 1983: Haft und Urteil II (HollandFestival, in het Universiteitstheater in Amsterdam)[6]
- 1984: Polemos (HollandFestival)[8][9]
- 1991: Angst voor de Leegte & Muster Mark Kamer (projectvoorstel, uitgegeven in boekvorm)

### Grafiekwerk
- 1975: NS-prenten: Het Vertrek[10]
- 1976: Jubileum 75 jaar Houtappel, mapje met prenten
- 1978: NS-prenten: Loketprenten

### Overzicht publicaties
- 1975: schriftelijke cursus ‘Opleiding tot Universeel Opmerker' (Instituut Houtappel, Mededelingen Centraal Museum Utrecht, nr. 11, september 1975[11]

Cover van cursus ter opleiding tot Universeel Opmerker (1975)

- 1981: herdruk Cursus ‘Opleiding tot Universeel Opmerker’Cover van cursus ter opleiding tot Universeel Opmerker (1975)1983: Polemos (International Theatre & Film Book)
- 1991: Angst voor de Leegte & Muster Mark Kamer (Impress, Odijk)
- 2015: De Brief, uit Muster Mark. Deel 1 van een reeks van 10 Houtappelteksten
- 2017: Deel 2 van de Houtappelreeks: twee verhalen